# Dvornikovich Mihály
Dvornikovich Mihály (Dwornikovich, liptófalvi) (Rohonc, 1655 körül – Győr, 1705. augusztus 31.) váci megyés püspök.

## Élete

### Származása
Édesapja Dvornikovich Miklós régi horvát nemesi családból származik. Királyi kancelláriai registrator és pecsétőr. Édesanyja Rudnay Judit, aki 1668-ban – immár özvegyként – az udvari kamarától megveszi a Liptó vármegyei Teplát a hozzá tartozó részbirtokokkal, majd arra másik fiával, Jánossal együtt királyi adományt nyer, innen veszi ez ág az előnevet, majd később Nyitra vármegyében is birtokot szerez.

### Életpályája
Nagyszombatban, majd a zágrábi káptalan segítségével a bolognai egyetemen tanult. Jogi doktor. Hazatérve Nagyszombatban az akadémia jogtanára, 1672-től győri kanonok. A káptalani rangsorban: mesterkanonok (1672–77), komáromi főesperes (1677–84), éneklőkanonok (1684–86), olvasókanonok (1686–87), nagyprépost (1687–99). Általános püspöki helynök Széchényi György mellett 1684-től. 1672-89-ig felsőörsi prépost, 1679-1705-ig türjei prépost. 1685-ben Keresztély Ágost győri püspök megbízásából elvégzi az egyházmegye látogatását. 1687. március 1-től csanádi címzetes püspök. Az egyházmegyében folyó hadműveletek miatt székét nem foglalhatta el; a ferencesekre bízta a világi papok nevelését is. 1689-től királyi kancellár, 1689. március 25-től váci megyés püspök.

### Püspöki tevékenysége

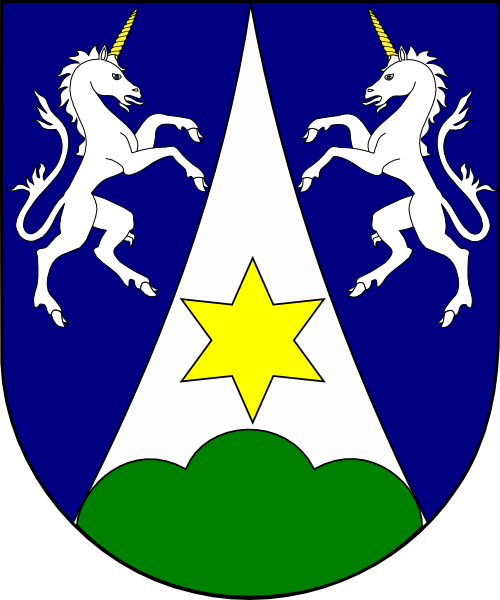
Dvornikovich Mihály címere

Amíg Győrött lakott, Terenyei Bendő István volt a helynöke, aki 1697 júliusában 22 plébánián tartott canonica visitatiót. Győrből való távozása előtt 1699. június 20-án Vácott a domonkosoknak kolostort alapító levelet állított ki. A nyár folyamán Vácra költözött. Győri kanonoki stallumáról 1699. július 4-én mondott le.
A feljegyzések szerint a városban alig talált 20 katolikust. Kérésére a király 1700-ban visszaállította a török alatt elpusztult káptalant. A káptalan tagjai között Prépostnak Berkes Andrást, olvasókanonoknak Szécsényi Ferencet, őrkanonoknak Újfalusy Tóbiást nevezte ki. Választásának helyességét az is bizonyítja, hogy Berkes András ezt követően összesen négy püspöknek volt helynöke és nélkülözhetetlen munkatársa.
Dvornikovich megkezdte az egyházmegye anyagi viszonyainak rendezését. Ennek keretében pl. a nevében eljáró Vörös Mihály provizor 1695. június 14-én tiltotta el Kerepes lakóit és másokat Pusztatarcsa prédium jogtalan használatától. Kevesebb sikerrel járt a kalocsai érsekkel folytatott vitája: Klimó, Pataj, Vadkert és Martonos Solt megyei települések ugyanis a kalocsai érseknek fizettek tizedet. Dvornikovich 1700-ban panaszt tett Kollonich Lipót esztergomi érseknél ez ellen, arra hivatkozva, hogy a települések a váci egyházmegyéhez tartoztak. Az ügy az 1751-es országgyűlés elé került,
amely Klimó György pécsi püspököt bízta meg a kivizsgálással. A települések végül a kalocsai érsekséghez kerültek.
Új plébániákat is alapított. Székesvárosa újjáépítéséhez is hozzáfogott. Elődje, Balogh Miklós hagyatékából 1699-ben újjáépíttette a Szent Mihály-templomot és pompás berendezéssel látta el. Támogatta a pesti (1700) domonkos rendház létesítését is.
A kultúra iránt érdeklődését mutatja, hogy Telekessy István egri püspökkel együtt 1700-ban megtekintette az egri jezsuiták egyik iskoladrámáját.
Az 1702-ben – I. Lipót parancsára – megkezdett, a megyés püspöknek a helyettese által végzett vizitációja arra irányult, hogy a plébániák helyzetét felmérve, az igényeknek megfelelően újra tudja szervezni az egyházmegye lelki életét.
A Rákóczi-szabadságharc azonban félbeszakította munkáját. 1704-ben elhagyta Vácot, helynökének Berkes András nagyprépostot kinevezve és visszaköltözött Győrbe.

### Utóélete
Végrendeletében nagyobb összeget hagyott a bolognai egyetemre, a zágrábi káptalanra és rohonci rokonaira.
Utóda a királyi kancellárságban 1690-től Jaklin Balázs, a csanádi püspökségen 1689. december 29-től Telekessy István, a váci széken 1707. június 25-től Esterházy Imre

## Emlékezete
Spangar András jezsuita szerzetes Magyar Krónikájában "nagyértelmű tudós embernek" nevezte. A Pallas Nagylexikon Vác török utáni újjáépítőjeként méltatta.